# Promienice

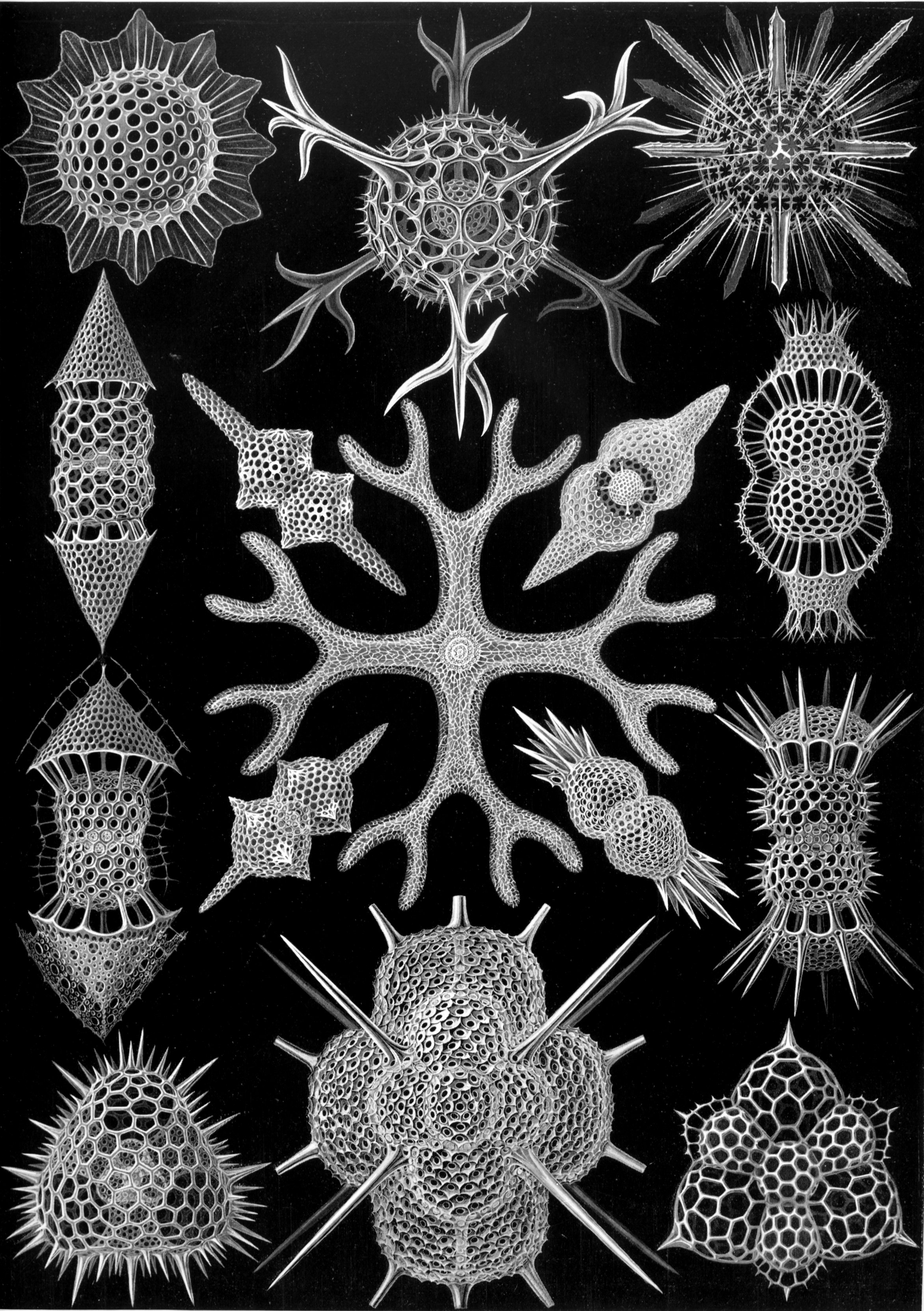
Różne gatunki promienic

Promienice, radiolarie (łac. Radiolaria) – gromada promienionóżek (Actinopoda) żyjących wyłącznie w planktonie mórz o pełnym zasoleniu, zasiedlając wszystkie warstwy wód do głębokości 5000 m. Nieliczne gatunki są nagie, pozostałe zaś posiadają szkielet, często o skomplikowanym wzorze i zaopatrzony w wyrostki lub kolce, zbudowany z krzemionkowych igiełek (luźnych, prostych lub rozgałęzionych) albo koronkowych płytek o różnym kształcie (tworzących pokłady radiolarytów), które łączą się w środku ciała. Organizmy te posiadają charakterystyczną, porowatą błonę (torebka centralna) oddzielającą ektoplazmę od endoplazmy (w której zlokalizowane są wodniczki odpowiadające za regulację zanurzenia). Do poruszania się wykorzystują retikulopodia. Są drapieżnikami. Mają wielkość około 0,2 mm. Wykazują właściwości fluorescencyjne.
Rozmnażają się zarówno bezpłciowo (pączkowanie, podział prosty lub wielokrotny), jak i płciowo. Podział szkieletu zachodzi różnie w zależności od gatunku – niektóre dzielą go na pół (a następnie osobniki potomne samodzielnie dobudowują drugą połowę), u innych natomiast osobnik potomny oddziela się od organizmu macierzystego bez szkieletu, aby później samodzielnie wytworzyć go w całości.

## Systematyka
Promienice dzielą się na dwa nadrzędy: Polycystina i Phaeodaria. Nadrząd Polycystina obejmuje dwa rzędy:
- Spumellaria (€ – rec.): obejmuje formy o symetrii promienistej. Szkielet (krzemionkowy) jest najczęściej kulisty, elipsoidalny, dyskoidalny, niekiedy złożony z kilku osłonek zwanych sferami połączonych radialnymi słupkami, igłami lub beleczkami. Posiada wypustki cytoplazmatyczne (nibynóżki): aksopodia (długie) i filopodia (krótkie). Kolejne sfery mogą być także nałożone na siebie bezpośrednio bez dodatkowych struktur łączących. Najbardziej zewnętrzna sfera nosi nazwę kortykalnej, wszystkie wewnętrzne określa się jako modularne.
- Nassellaria (T – rec.): Obejmuje formy o przestrzennej symetrii osiowej, zbudowane z kilku segmentów. Pierwszy, najmniejszy umieszczony na biegunie apikalnym zwany jest cefalis, zakończony igłą apikalną, drugi większy zwany thorax jest kształtu trapezoidalnego, trzeci segment to abdomen. Po nim następują w zmiennej ilości segmenty postabdominalne.

Promienice tworzą odmiany fenotypowe, tzn. takie które odzwierciedlają wpływ środowiska na budowę szkieletu. Znane są bierne, pionowe przemieszczania radiolarii w ciągu doby: w dzień od powierzchni morza w głąb na 200–3500 m, w nocy następuje powrót w kierunku powierzchni. Cykl pionowej migracji ma ścisły związek z zooksantellami.